# Eugenio Maury di Morancez
Eugenio Maury De Morancez (Cerignola, 10 aprile 1858 – Roma, 9 luglio 1943) è stato un imprenditore e politico italiano.